# PASSYS
PASSYS (Passive Solar Components and Systems Testing) est un programme lancé par la Commission européenne sur l'énergie solaire passive. Il est coordonné par le Centre scientifique et technique de la construction belge (CSTC).

## Description
L'un des axes de ce programme consiste à réaliser des cellules de test dans sept pays européens : Belgique, Danemark, France, Allemagne, Italie, Pays-Bas, Royaume-Uni.
Il se rapproche du programme BESTEST de l'AIE et a donné naissance à de nombreux outils tels que Paslink,, Compass et Pascool (Passive Cooling).
Deux programmes ont été lancés successivement : PASSYS I de 1986 à 1989 et PASSYS II de 1989 à 1993.